# Not for Beginners
Not for Beginners es el sexto disco de estudio como solista del músico inglés Ronnie Wood, compositor, guitarrista, bajista, multinstrumentista, artista plástico, miembro de The Jeff Beck Group, The Faces e integrante de The Rolling Stones.

## Lista de canciones
Todas compuestas por Ronnie Wood excepto donde se indique.
1. "Wayside" – 2:37
2. "So You Want to Be a Rock 'n' Roll Star" (Chris Hillman, Roger McGuinn) – 3:24
3. "Whadd'ya Think" – 2:57
4. "This Little Heart" – 3:39
5. "Leaving Here" (Eddie Holland, Lamont Dozier, Brian Holland) – 3:19
6. "Hypershine" – 3:37
7. "R U Behaving Yourself?" – 3:24
8. "Be Beautiful" – 3:17
9. "Wake Up You Beauty" – 3:19
10. "Interfere" – 4:39
11. "Real Hard Rocker" – 3:08
12. "Heart, Soul and Body" – 3:24
13. "King of Kings" (Bob Dylan) – 3:36